# Simon Vroemen
Simon Vroemen (ur. 11 maja 1969 w Delfcie) – holenderski lekkoatleta, rekordzista Europy w biegu na 3000 metrów z przeszkodami.
17-krotny mistrz Holandii na różnych dystansach, na arenach międzynarodowych sukcesy odnosił w biegu na 3000 m z przeszkodami :
- srebrny medal podczas Mistrzostw Europy w Lekkoatletyce (Monachium 2002)
- 5. miejsce w Pucharze Świata w Lekkoatletyce (Madryt 2002)
- 6. miejsce na igrzyskach olimpijskich (Ateny 2004)
- 5. zawodnik Mistrzostw Świata w Lekkoatletyce (Helsinki 2005)

Jego rekord życiowy w biegu na 3000 m z przeszkodami - 8:04.95  (ustanowiony 26 sierpnia 2005 w Brukseli) jest rekordem Holandii, Vroemen był także rekordzistą Europy na tym dystansie w latach 2002-2009.
Był jednym z faworytów Igrzysk w Pekinie jednak przed ich rozpoczęciem złapano go na dopingu.